# La théorie du roi nègre

La théorie du roi nègre est un éditorial de l'intellectuel québécois André Laurendeau, paru le 4 juillet 1958 dans le journal montréalais Le Devoir. Laurendeau y dénonce à la fois la corruption et les penchants anti-démocratiques du Premier ministre du Québec Maurice Duplessis et la tolérance à ses yeux opportuniste et colonialiste des journaux anglo-québécois de ces tendances.

## Contexte
En 1958, deux siècles après la Conquête de la Nouvelle-France, l'économie du Québec demeure contrôlée de façon disproportionnée par des intérêts anglo-québécois, canadiens anglais et américains. Aussi, le 2e gouvernement de Maurice Duplessis est au pouvoir depuis 1944. Ce sont les dernières années de ce qui sera appelé plus tard par les historiens québécois la « Grande noirceur », une période notamment marquée par les critiques de la corruption du gouvernement québécois. Le quotidien Le Devoir est à l'époque l'une des figures de proue de l'opposition critique au gouvernement Duplessis. 
Plus précisément, en juin 1958, le journal Le Devoir dévoile un scandale financier dans lequel six ministres du gouvernement Duplessis auraient commis un délit d'initiés lors de la vente du service de gaz d'Hydro-Québec à des intérêts privés,. Peu après la révélation, Duplessis fait expulser d'une conférence de presse Guy Lamarche, un journaliste du Devoir.

## Contenu
L'éditorial de Laurendeau est divisé en deux parties. La première s'indigne de l'expulsion du journaliste du Devoir de la conférence de presse du Premier ministre. Ce faisant, il commente la corruption du régime duplessiste qui, selon lui, règne selon les mêmes principes arbitraires anti-démocratiques qui l'ont mené à cette explusion, en récompensant les amis du régime (notamment dans les comtés ayant élu le parti du Premier ministre) et punissant ses opposants.
La seconde partie dénonce ce que Laurendeau juge être le biais des journaux anglo-québécois par rapport au gouvernement Duplessis. Il postule que ces médias se montrent moins critiques que les journaux du reste du Canada envers les méthodes du Premier ministre parce qu'ils « se comportent comme les Britanniques au sein d'une colonie d'Afrique ».
« Les Britanniques ont le sens politique, ils détruisent rarement les institutions politiques d'un pays conquis. Ils entourent le roi nègre mais ils lui passent des fantaisies. Ils lui ont permis à l'occasion de couper des têtes: ce sont les mœurs du pays. Une chose ne leur viendrait pas à l'esprit: et c'est de réclamer d'un roi nègre qu'il se conforme aux hauts standards moraux et politiques des Britanniques.
Il faut obtenir du roi nègre qu'il collabore et protège les intérêts des Britanniques. Cette collaboration assurée, le reste importe moins. Le roitelet viole les règles de la démocratie? On ne saurait attendre mieux d'un primitif... »
Ainsi, pour Laurendeau, les journaux anglo-québécois tolèrent les penchants anti-démocratiques de Maurice Duplessis parce que ces penchants servent les intérêts de la minorité anglophone au Québec. Duplessis servirait donc au Québec une fonction comparable à un chef africain dans le régime colonial britannique.

## Postérité
Le chroniqueur et ancien politicien Joseph Facal décrit l'article comme « l’un des éditoriaux les plus célèbres de l’histoire du journalisme québécois ». Le Devoir affirme qu'il est un « véritable classique » qui « annonce avec une étonnante lucidité la chute du régime de Duplessis ». Pour le journaliste Michel Lapierre, malgré le fait que Laurendeau est à cette époque un fédéraliste, son éditorial annonce « le but le plus moderne de l'indépendantisme québécois: la désaliénation ».

## Controverse
En 2008, l'écrivain Victor-Lévy Beaulieu publie un article dans L'aut'journal intitulé La Reine-Nègre, qui assimile implicitement la Gouverneure générale du Canada Michaëlle Jean au concept de « roi nègre » de Laurendeau. Une controverse naît alors sur son usage du mot « nègre ». L'écrivain québécois d'origine haïtienne Dany Laferrière s'oppose à cet usage, affirmant que, dans ce contexte, « c'est une insulte ». Gilles Duceppe, chef du Bloc Québécois, et Vivian Barbot, députée du Bloc d'origine haïtienne, manifestent également leur désapprobation. 
Beaulieu, pour sa part, se défend d'avoir fait un commentaire raciste. Il n'y a « rien de pire qu'un colonisé qui devient colonisateur », dit-il pour expliquer le sens de la dénonciation au cœur de son texte. Aussi, l'éditeur de L'aut'journal affirme que l'objectif de la publication du texte était « de lancer le débat sur le rôle politique de la gouverneure », et non d'insulter les noirs.